# 麻油仔寮
麻油仔寮是臺灣臺南市鹽水區的一個傳統地域名稱，是舊時學甲十三庄學甲寮庄頭中角頭聚落之一，其為學甲慈濟宮八個選舉區中的東北郊區。而雖麻油仔寮為舊時學甲十三庄的47角頭之一，然其目前行政區卻是屬鹽水區，曾經規劃為鹽水鎮飯店里，惟其後於2018年進行里鄰調整，飯店又與其田寮里、大豐里合併成「三和里」。

## 地理位置
聚落四周皆為農田，惟農田之外南邊隔著急水溪田寮大排，與學甲區的平西寮及學甲寮相望，東邊則是同為鹽水區的飯店聚落，西邊則有南13號線道路從西北方向東南方經過，南13號線並於急水溪北岸與臺19號線交會。

## 庄頭脈絡
約清乾隆年間（1736-1795）由於倒風內海的情形愈發顯著，逐漸淤積形成浮覆陸地也因此多出了許多的海埔地，於是先前來臺的墾民紛紛向南進入這些海埔地圈地拓荒，之後便建立了大埔、田寮、飯店、麻油仔寮等等聚落。 
麻油仔寮（Muâ-iû-á-liâu）除南下的墾民外，原本在清代時也分別以中洲與學甲為移墾中心的聚落發展，形成了兩個中地影響圈系統，分別是中洲影響圈以及學甲影響圈系統，麻油仔寮便是屬其中的學甲影響圈系統，另因此聚落位於學甲的東北方，故在學甲慈濟宮的選舉區中又被規畫於東北部郊區。
此地初期係頭港仔吳姓所拓墾耕作之地，只是聚落名雖取為麻油寮但此地並無種植與麻油相關之農作，聚落之名的由來，乃是相傳清朝時有一商人在此落居並開設麻油工坊的寮舍，因其以榨麻油為業並且販賣而得名。一如本聚落原屬的行政區為飯店里，也是因在清朝末年，飯店聚落為800多戶大庄社，更因位於道路邊往來人馬皆在此休息，路邊飯店也眾多且聚集一區因而得名一樣。

## 交通
聚落地處鹽水與學甲的交界位置，有臺19號線道路穿越，並且道路從聚落中間經過將其分割成南北兩部分。當臺19線公路由鹽水區往南行，遇上急水溪之前，於111.5KM處路西側為聚落宅港（原稱「宅仔港」），以急水溪分流田寮大排與鹽水區飯店麻油寮相鄰。

## 宗教
慶華宮為麻油寮的聚落公廟，主祀為觀音佛祖、吳府三千歲、保生大帝等神祇。慶華宮原本只是一座小廟，初期並與里活動中心共用建築，2013年信徒決定重建，並由主委吳秋粒帶領重建委員籌建，也因麻油寮目前主要產業為番茄，故而壁堵彩繪亦以麻油寮小番茄田為壁畫主角，成為慶華宮的新廟建築特色。

## 產業
麻油寮聚落住戶以務農為業，而聚落雖有麻油名稱只是未種植胡麻，不過早期曾生產胡麻油。另因本區鹽地土質含有鹽露，相較於一般土壤而言，較不易進行一般的農作耕種，並且作物也難以存活與生長，為此鹽水區農會在2000年前後輔導當地居民種植小蕃茄以及硬質玉米，即小番茄品種有帥哥番茄、聖代番茄等品種。 

## 圖集

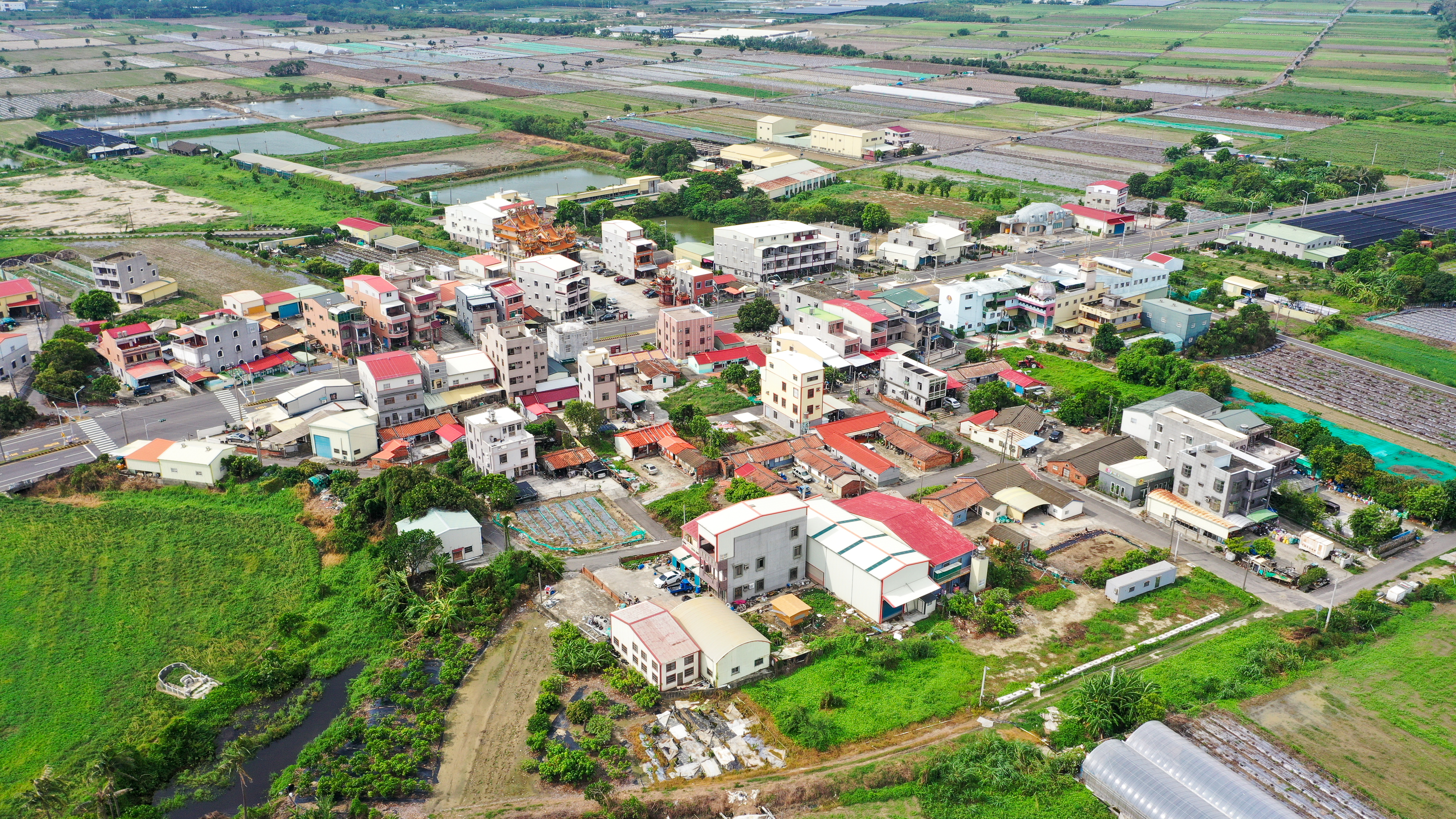
聚落空照鳥瞰
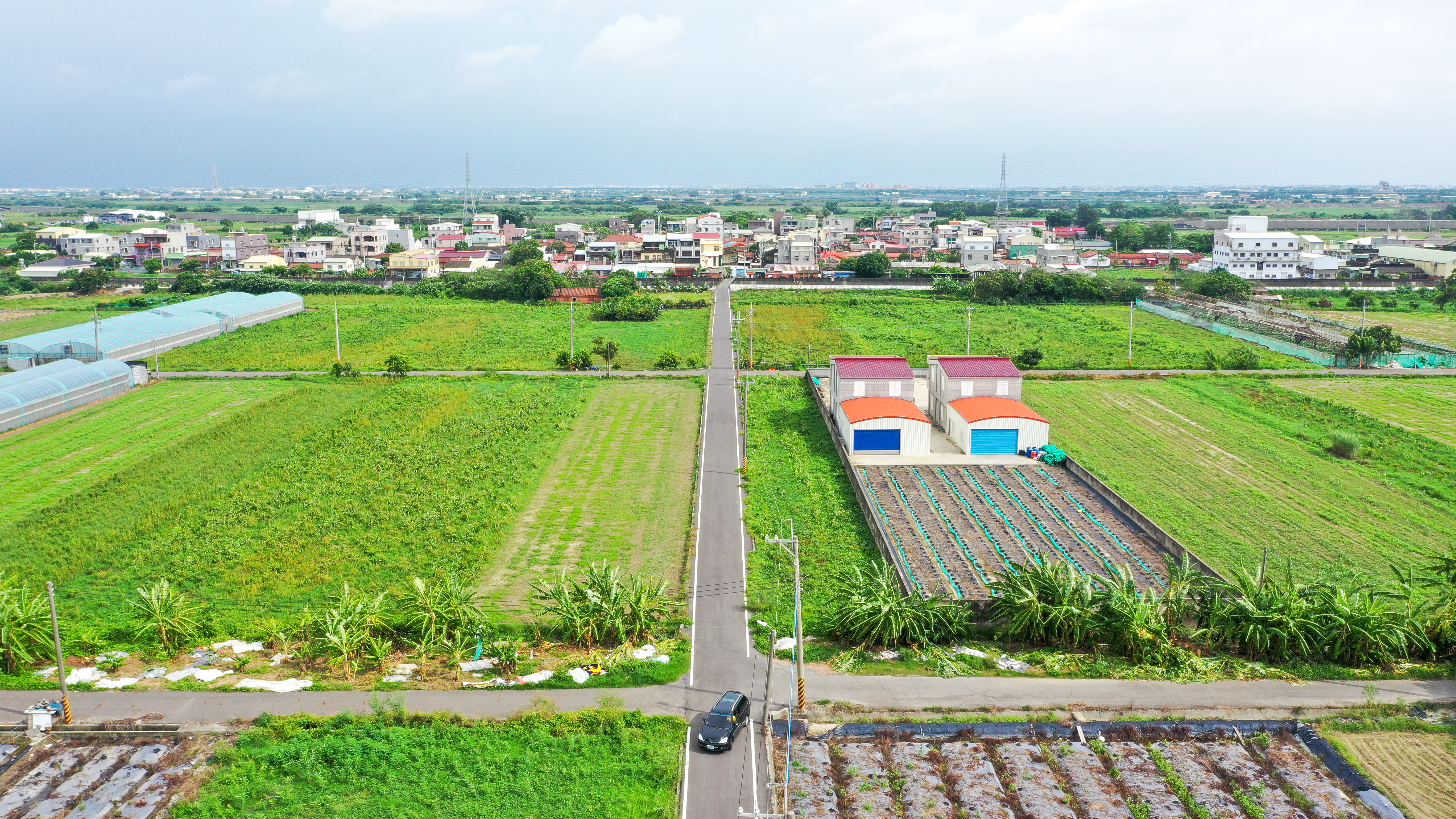
農田與農舍
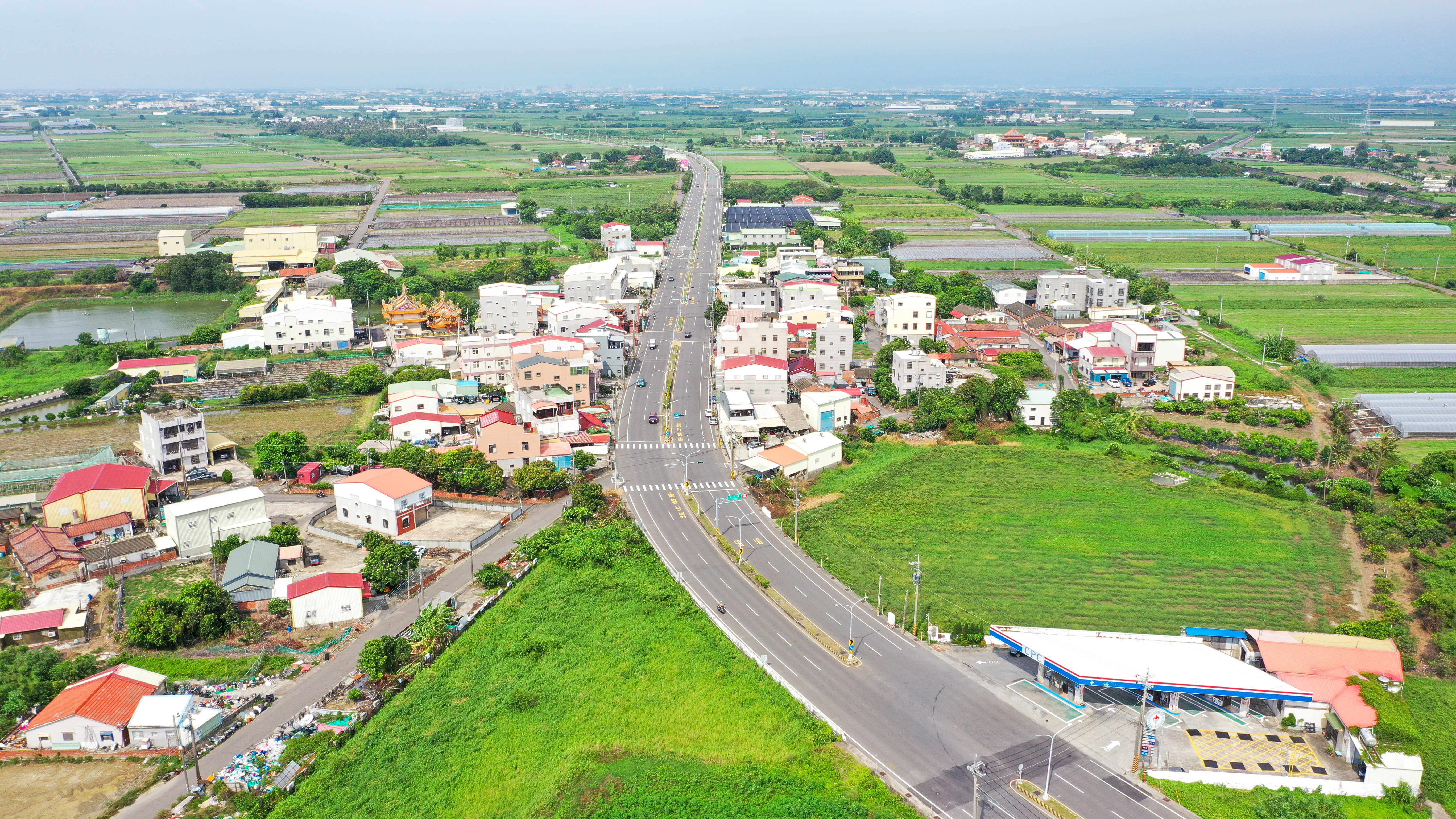
主要聯外道路
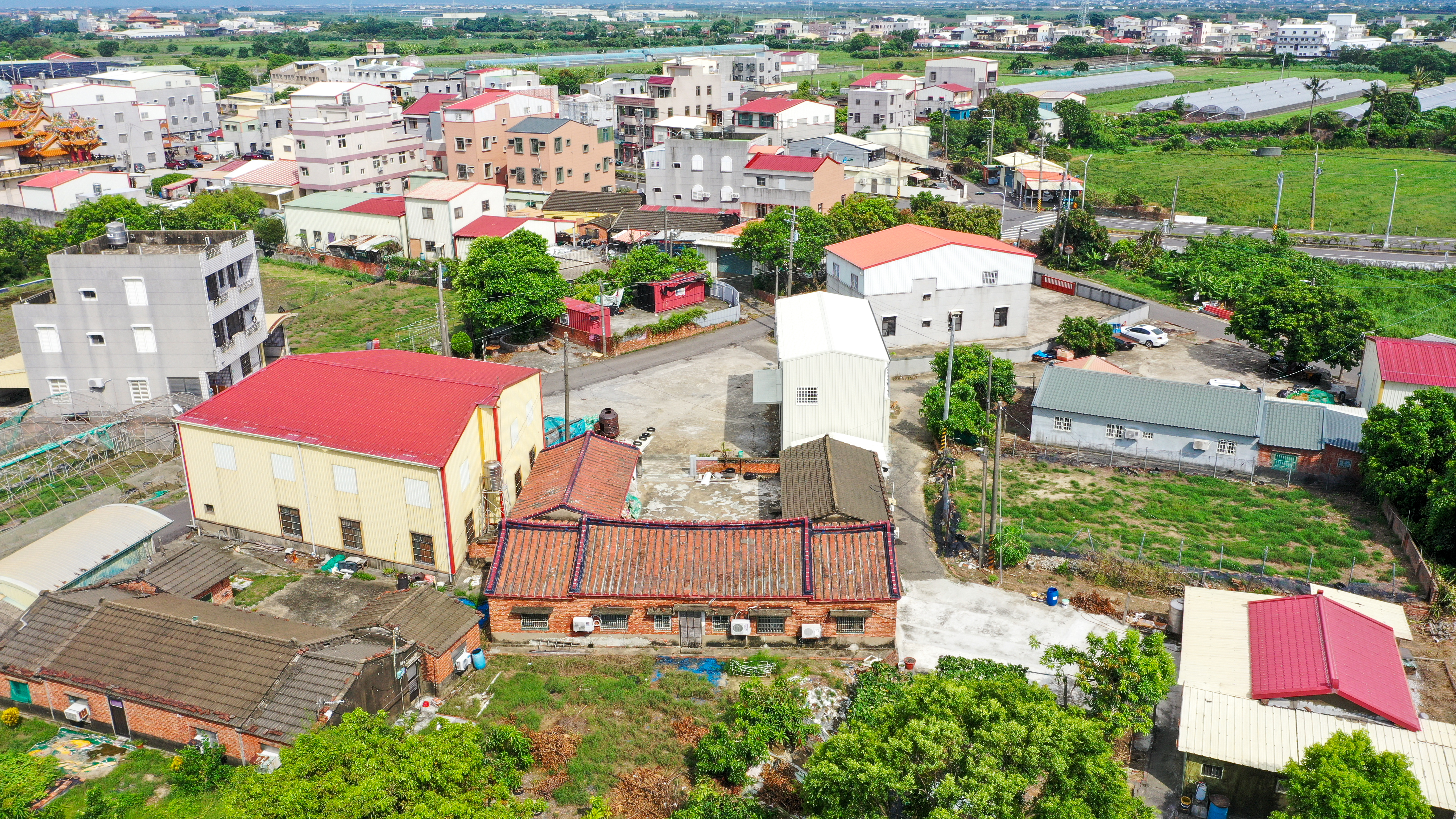
傳統三合院及屋舍